# برستون جونز
برستون جونز (بالإنجليزية: Preston Jones)‏ هو لاعب كرة قدم أمريكية أمريكي، ولد في 3 يوليو 1970 في أندرسون في الولايات المتحدة.

## وصلات خارجية
- برستون جونز على موقع JustSportsStats.com (الإنجليزية)